# Gare d'Ikrény
La gare d'Ikrény (en hongrois : Ikrény vasútállomás) est une halte ferroviaire hongroise, située à Ikrény.